# Hugo Stinnes
Hugo Stinnes (Mülheim an der Ruhr, 1870. február 12. – Berlin, 1924. április 10.) német gyáros és politikus.

## Életrajza
Hugo Stinnes 1870-ben egy gazdag család második fiaként született. Apja Hermann Hugo Stinnes. Egy lánya volt: Clärenore Stinnes.
A család a 19. században aktív volt a bányászat és a kereskedelem terén. Hugo Stinnes már huszonhárom éves korában sikeres iparos volt és az első világháború után Németországban a legfontosabb vállalkozó és a weimari köztársaság egyik legbefolyásosabb személyisége volt. A vállalkozást 1808-ban nagyapja Mathias Stinnes kezdte a Rajnán Köln és Amszterdam közötti szénszállítással, de a család már 1839-ben is működtetett bányászati beruházásokat.

## Karrierje
Diplomájának megszerzése után egyéves szakmai tanulmányt folytatott a Műszaki egyetemen Charlottenburgban, majd tanulmányainak befejezése után 1890-ben csatlakozott a családi vállalkozáshoz, majd 1892-ben anyja pénzügyi támogatásával elindította saját üzleti vállalkozását szénelőkészítés és szénkereskedelem terén és elkezdte építeni a saját nemzetközi kereskedelmi csoportját.
1898-ban alapítója volt a Rheinisch-Westfälische Elektrizitätswerk AG (RWE)-nek, majd még ugyanebben az évben megalapította August Thyssen-nel együtt az AG Mülheim Bergwerksvereint. Majd a következő években a fúziók és felvásárlások folytatódtak.
Az általa létrehozott Ipari és Kereskedelmi Csoport volt abban az időben az egyik legnagyobb vállalkozói konglomerátum Németországban. A weimari köztársaság elején a Német Birodalom egyik legbefolyásosabb személyisége volt.
Németországban, Berlinben halt meg 54 évesen, 1924. április 10-én, halála után birodalma is megindult a szétesés felé.